# Gare de Hallingskeid
La gare de Hallingskeid est une Gare ferroviaire de montagne sur la ligne de Bergen dans la municipalité d'Ulvik du comté de Vestland. Située à 1 110 m d'altitude, la gare est protégée sous un abri paravalanche.
Elle a ouvert en même temps que le tronçon central de la ligne le 10 juin 1908 et est restée habitée jusqu'en 1982. La gare est située sur le plateau de Hardangervidda dans une zone inhabitée et sans accès routier. La gare est avant tout utilisée par des randonneurs et des alpinistes. Certains services de Vy s'y arrêtent.
Le bâtiment voyageurs d'origine a été conçu par Paul Due, qui a utilisé le même plan que pour 4 autres gares de montagne sur la ligne. Le tunnel paravalanche a pris feu à cinq reprises. Les incendies de 1948, 1953 et 2008 n'ont causé que des dommages mineurs au tunnel. L'incendie de 1960 a réduit le tunnel, le bâtiment voyageur et la majeure partie de la gare en cendres. Le dernier incendie, en 2011, a piégé un train BM73 dans le tunnel. Le train et l'abri ont été irréparablement endommagés.

## Histoire

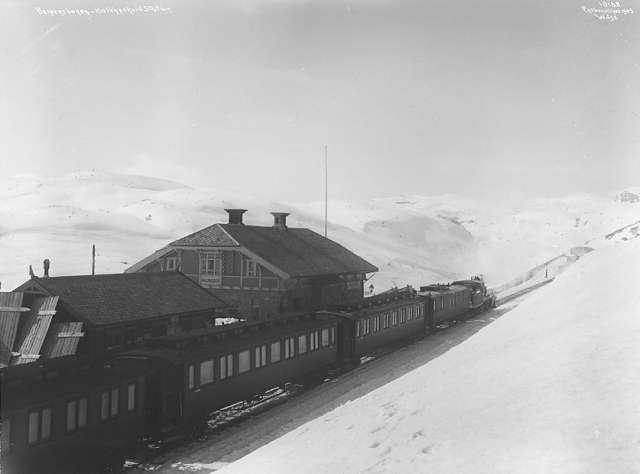
Un train en gare en 1909, avant la construction du tunnel de neige.

La gare a été ouverte le 10 juin 1908, avec le reste du tronçon central de la ligne de Bergen. Le bâtiment voyageurs était du type gare de montagne, variante 1, et conçu par Paul Due. Il est identique à celui de la gare de Mjølfjell, et ne diffère que très peu de ceux des gares de Haugastøl, Finse et Myrdal. NSB a érigé plusieurs bâtiments pour loger son personnel pendant la construction de la ligne. Deux des maisons et un bâtiment d'assemblage datant de 1900 ont été conservés. L'un est en pierre et en bois, tandis que les deux autres sont entièrement en bois. Ils sont désormais utilisés comme hytte. L'infirmerie des rallar (ouvriers) a été rachetée par Kari Maristuen en 1909 et convertie en un hôtel nommé Fjellstova.
En raison des conditions hivernales rigoureuses, les installations de la gare ont été progressivement couvertes d'abris paravalanche pour protéger les voies de la neige. Cela concerne notamment les quais et la majeure partie de la voie d'évitement.
En 1914–15, la gare a servi 398 passagers, et en 1919–20, elle a servi 684 passagers, soit un doublement mais elle n'en était pas moins la gare la moins utilisée de la ligne. En 1948, la partie ouest de l'abri paravalanche a pris feu, et bien que l'incendie se soit propagé au bâtiment de la gare, le personnel a réussi à l'éteindre rapidement. En 1953, il y eut à nouveau un incendie dans le tunnel paravalanche.

### Incendie de 1960

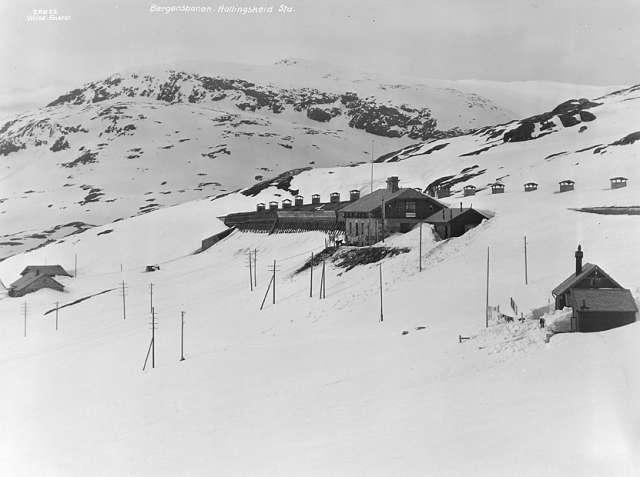
La gare et l'abri d'origine en 1927, qui ont brûlé en 1960.

Le 22 octobre 1960, vers midi, un incendie majeur a réduit l'essentiel de la gare en cendres. Deux garçons jouaient avec des allumettes et ont mis feu à des copeaux de bois dans le tunnel, à environ 100 mètres du bâtiment voyageurs.
Le tunnel s'est rapidement embrasé et le feu s'est étendu vers les autres bâtiments. L'incendie a été découvert par le chef de gare Mons Almenningen, qui en a immédiatement averti les gares de Bergen, Myrdal et Finse. Les trains express du matin dans les deux sens étaient en route vers Hallingskeid. Le train en direction d'Oslo n'était qu'à environ une demi-heure de route et a été contraint de faire demi-tour à Myrdal. Les passagers ont été transportés en bus depuis la gare de Voss à travers la montagne. Un train anti-incendie contenant 20 000 litres d'eau a été envoyé de Myrdal et un camion de pompiers a été dépêché de Finse, mais le feu s'est propagé si rapidement qu'en une heure le bâtiment voyageur, le poste de garde et 500 mètres de l'abri paravalanche étaiient en cendres.
À 12h30, le lendemain, lorsque l'express du matin passa en gare, les 500 mètres de voie endommagés avait été remplacés. Le travail avait été effectué par 100 hommes en deux équipes se relayant nuit et jour. Quatre familles comptant un total de quatorze personnes ont perdu leur maison dans l'incendie. L'incendie a détruit l'hôtel Fjellstova qui n'a jamais été reconstruit. Un nouveau bâtiment voyageurs a été inauguré en 1970. Il est construit sur les mêmes fondations que l'ancien.
Le tronçon où se situe la gare de Hallingskeid a été électrifié le 7 décembre 1964. La gare a été automatisée le 23 septembre 1982, et n'a plus de chef de gare depuis le 1er octobre 1982.
Un incendie s'est déclaré le 2 octobre 2008, dans un tunnel paravalanche de 100 mètres à 2 kilomètres à l'ouest de Hallingskeid. Le trafic a été interrompu et un train de pompiers aidé d'un hélicoptère ont éteint le feu. Les caténaires et les voies menant à la gare ont cependant été détruites. La ligne a rouvert le 4 octobre.

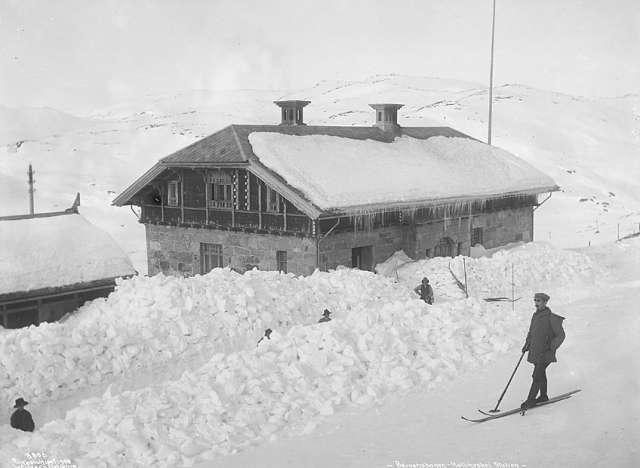
La gare en 1908

### Incendie de 2011
Un incendie s'est déclaré dans l'abri paravalanche de la gare de Hallingskeid le 16 juin 2011. Il a été provoqué par des étincelles d'une opération de soudage achevée à 07h45. Un train de marchandises a traversé la gare à 9 h 16 et les soudeurs ont quitté la gare à 9 h 30. Le train de voyageurs qui a pris feu a traversé la gare à 10h06. Comme la gare n'a plus de personnel, personne n'avait averti le train de l'incendie.
Le conducteur l'a découvert au moment où son train entrait dans le tunnel paravalanche. À peu près simultanément, l'alimentation électrique s'est interrompue à cause de l'incendie. Le conducteur a immédiatement enclenché le frein d'urgence, ce qui a permis d'arrêter le train à 5-10 mètres du feu. Il était néanmoins impossible de faire demi-tour car les moteurs n'étaient plus alimentés.
Les 257 passagers, dont deux personnes en fauteuil roulant, ont été immédiatement évacués, ce qui a pris 15 à 20 minutes. Les passagers ont eu consigne de ne pas prendre leurs affaires avec eux, et de nombreux passagers ont perdu des objets de valeur, comme des ordinateurs portables. Tout le personnel a agi conformément à la réglementation et personne n'a été blessé dans l'accident. Le conducteur a plus tard déclaré que s'il n'avait pas perdu le courant, il aurait choisi de continuer à traverser le tunnel car le feu ne faisait que commencer.
La défense civile norvégienne, qui a effectué l'essentiel des opérations de sauvetage, a déclaré qu'elle avait préparé un exercice qui aurait été identique à l'accident, avec un train coincé exactement dans le même tunnel paravalanche alors qu'il était en feu. Les efforts de sauvetage étaient complexes car il n'y a pas de liaison routière avec Hallingskeid et que tout le matériel doit être transporté par voie aérienne. De plus, les réseaux de téléphonie mobile et de radio étaient hors service. Des porte-paroles de la défense civile ont déclaré qu'ils auraient souhaité avoir accès au réseau GSM-R exploité par les chemins de fer et qui fonctionnait toujours.
Le train, qui consistait en une double rame automotrice classe 73, a été détruit dans l'incendie. Chaque rame coûtait 100 millions de couronnes (12,7 millions d'euros en juin 2011). L'incendie a entraîné la fermeture temporaire de la ligne de Bergen,. Elle a été rouverte dans la soirée du 23 juin. Le coût de l'accident s'est élevé à 250 millions de couronnes (31,8 millions d'euros en juin 2011), causés pour l'essentiel par la perte du train.
Selon le bureau d'enquêtes norvégien, les travaux de sauvetage ont été ralentis, entre autres, par l'absence de pompiers à Voss pouvant conduire le camion incendie, un bambi bucket défectueux et car il a fallu 3 heures avant que le train anti-incendie n'arrive d'Ål. Le camion de Voss est quant à lui arrivé six heures après la découverte du feu.
Un débat a suivi l'accident au sujet du d'incendie dans les tunnels paravalanche en bois. Jernebaneverket a admis qu'ils devraient être fabriqués dans un matériau plus ignifuge, comme le béton ou l'acier. À la suite de l'accident, Jernebaneverket a décidé que toutes les soudures devraient être surveillées pendant plusieurs heures après l'achèvement des travaux.

## Installations et service
La gare est située à 322,8 km d'Oslo et à 1 110 m d'altitude. La gare n'a pas de personnel et ne dessert aucune population locale. Il n'y a pas d'accès routier outre la piste Rallarvegen (en), et la gare sert uniquement aux randonneurs sur le plateau de Hardangervidda.
Un chalet en libre-service est géré par l'Association norvégienne de randonnée à proximité. Le bâtiment voyageur appartient à Bane NOR Eiendom, une filiale de Bane NOR. Il dispose d'une salle d'attente et de toilettes.
Les trains circulant entre Oslo et Bergen et opérés par Vy font escale jusqu'à trois fois par jour à Hallingskeid. Les autres services ne font que passer sans s'arrêter.

### Services voyageurs
| Gare précédente |                        |                        |                        | Gare suivante |
| --------------- | ---------------------- | ---------------------- | ---------------------- | ------------- |
| Myrdal          | Ligne de Bergen        | Ligne de Bergen        | Ligne de Bergen        | Finse         |
| Gare précédente | Trains longue distance | Trains longue distance | Trains longue distance | Gare suivante |
| Myrdal          | 41                     | Bergen–Oslo S          |                        | Finse         |